# Retard
En música el retard és una nota que, pertanyent a l'acord anterior, ocupa el lloc d'una nota de l'acord amb el qual sona, dirigint després per moviment de grau conjunt cap a la nota que havia desplaçat. Per tant, un retard està constituït d'una preparació consonant, una percussió (normalment dissonant) i una resolució també consonant.
Si la resolució es realitza sobre una nota més aguda es parla de retard ascendent , si es fa sobre una més greu es parla de retard descendent. Més habitual és el descendent que l'ascendent. Al retard descendent també se l'anomena suspensió. De fet, suspensió és una traducció literal de la paraula anglesa pel retard.
Les normes que regeixen la resolució del retard canvien en funció del període musical històric. Per exemple, en el Renaixement no era aconsellable resoldre el retard dissonant en una consonància perfecta com l'octava o la quinta, llevat que es produís conjuntament amb un retard que resolgués en una consonància imperfecta (tercera o sexta). Al Barroc sembla que aquest problema no existia i molt menys en èpoques posteriors.
Com a tècnica contrapuntística passa a ser la quarta de les espècies de les quals parla Johann Joseph Fux en el seu tractat  Gradus ad Parnassum  de 1725.

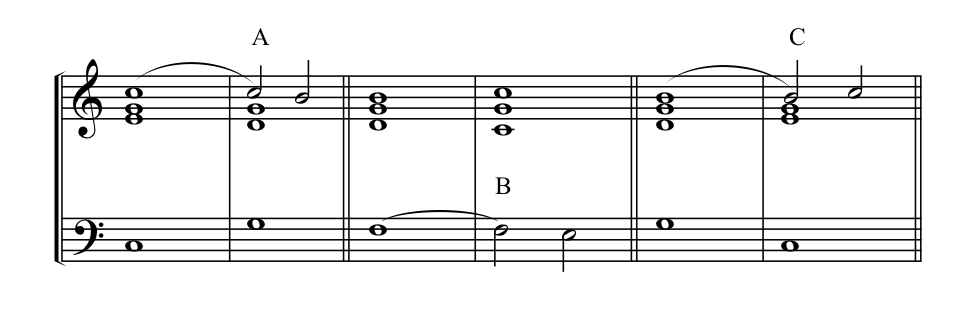
Diferents tipus de retards harmònics: A i B descendents; C ascendent